# Traszka zwyczajna

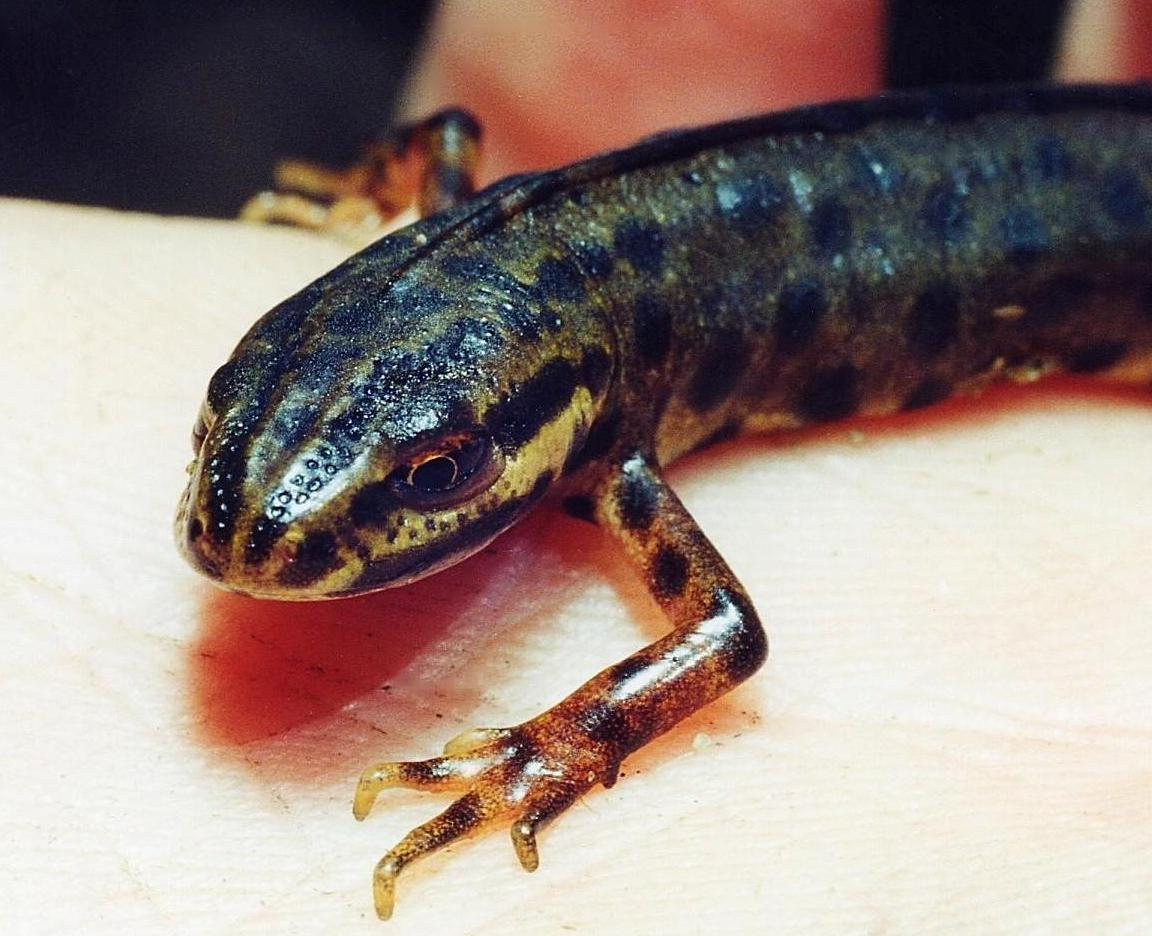
Głowa samca

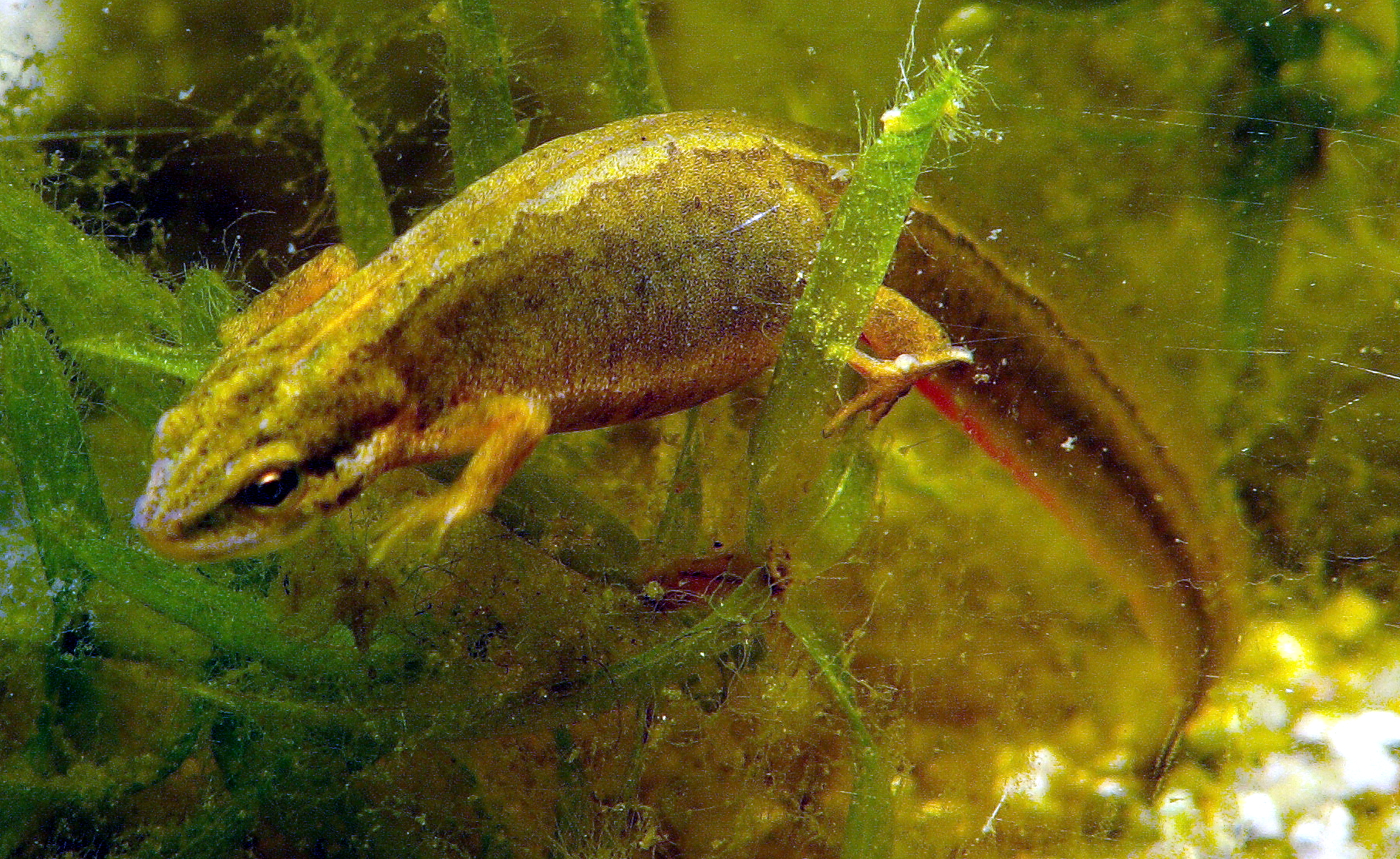
Samica podczas sezonu rozrodczego. Holandia

Traszka zwyczajna (Lissotriton vulgaris) – gatunek płaza ogoniastego z rodziny salamandrowatych (Salamandridae). Ubarwiony jest w odcieniach brązu z czarnymi plamkami, bardziej widocznymi u samców, które są większe od samic. Posiada szeroki zasięg występowania w Europie i zachodniej Azji. Preferuje niziny i lasy, choć zapuszcza się też w góry i siedliska zmodyfikowane działalnością człowieka. Większą część życia spędza na lądzie. Rozród przebiega w wodzie. Zapłodnienie poprzedza taniec godowy samca, po nim zaś następuje składanie jaj przez samicę, która zawija je w liście roślin wodnych. Wylęgają się z nich kijanki, które po metamorfozie wychodzą na ląd. Zwierzęta te żywią się w większości bezkręgowcami, ale też i innymi płazami.

## Genetyka
Wykryto dużą zgodność pomiędzy głównym układem zgodności tkankowej traszki karpackiej (L. montandoni) i traszki zwyczajnej. Zróżnicowanie międzygatunkowe na obszarze sympatrycznego występowania okazało się mniejsze niż różnice pomiędzy różnymi populacjami L. vulgaris. By wyjaśnić taki stan rzeczy, zaproponowano dwie hipotezy: wspólne pochodzenie traszek (odziedziczyłyby wspólne allele MHC po wspólnym przodku) bądź krzyżowanie się (introgresja podczas hybrydyzacji, czyli mieszanie się alleli podczas krzyżowania się). Dochodzi do nich jeszcze podobna presja ze strony środowiska (MHC odpowiada za prezentowanie antygenów komórkom układu immunologicznego). Generalnie jednak większa liczba alleli traszki karpackiej prawdopodobnie wynika z introgresji od traszki zwyczajnej (wykazano wcześniej fakt hybrydyzacji). Jednak utrwalenie się takiego kierunkowego przepływu może wynikać z większej liczby pasożytów L. montandoni, bądź innej struktury genetycznej (mniej loci odpowiedzialnych za prezentowanie antygenów). Rozważa się także mechanizm angażujący dobór płciowy (wybieranie przez samicę samca według największego zróżnicowania MHC potencjalnego potomstwa obserwowano u ryb, myszy, a nawet ludzi).

## Budowa

### Wielkość
Długość ciała osobników dorosłych wynosi: u samców 4,1–11 cm, u samic 4,1–10 cm; wedle innych źródeł od 6 do 10–11 cm. Masa ciała od 0,9–4,6 g. Samica ustępuje samcowi rozmiarami, inaczej niż u innych traszek Europy Środkowej.

### Wygląd

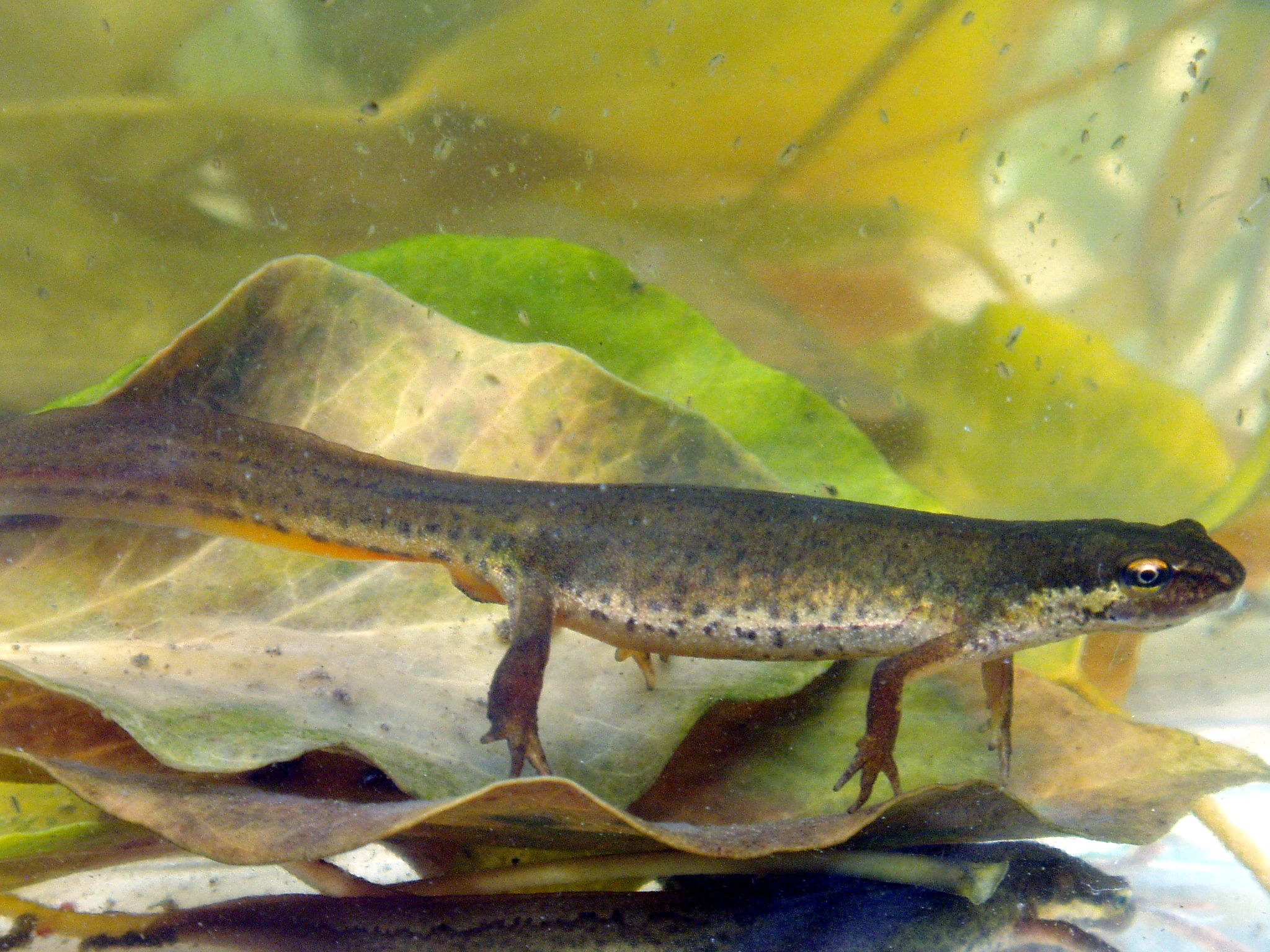
Samica

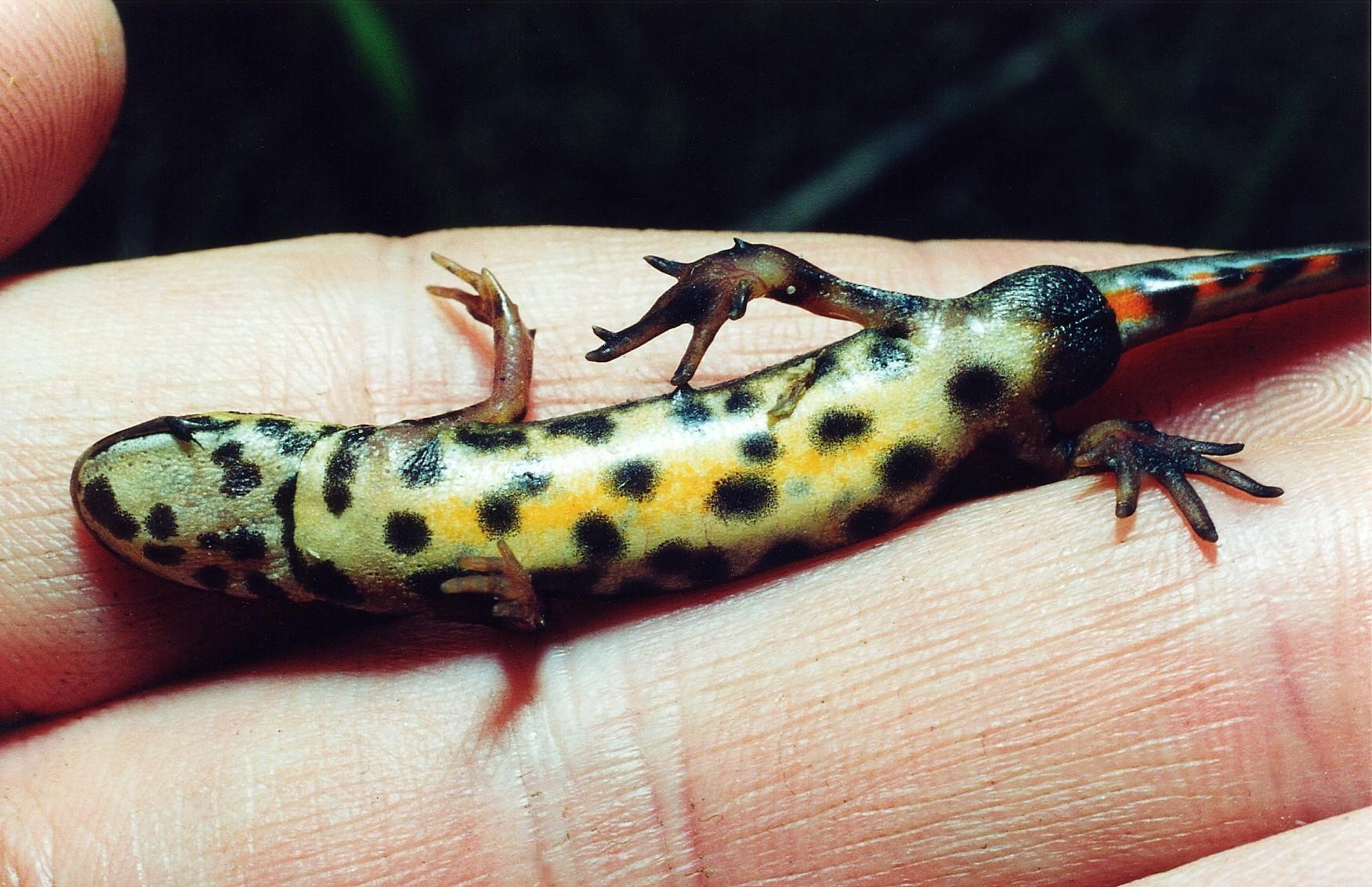
Samiec. Brzuszna strona ciała

Odnotowano osobniki albinotyczne w obrębie podgatunków L. v. vulgaris i L. v. meridionalis. Jest to u płazów cecha dziedziczona recesywnie związana z brakiem czarnego barwnika w skórze. Pierwszego takiego osobnika z tego drugiego podgatunku spotkano w okolicy Oasi del Ronchetto w Lombardii. Miał czerwone oczy, mierzył 7,3 cm, ważył 1,7 g. Opisano go w 2010. Na tym samym obszarze obserwowano wcześniej 41 osobników normalnie ubarwionych. Albinotyczne larwy i dorosłe traszki podgatunku nominatywnego notowano w Anglii, Holandii, Czechach i Niemczech.
Głowa mała, wąska i wysklepiona, na jej grzbiecie występują 3 podłużne, niegłębokie bruzdy, szyja słabo zaznaczona. Uzębienie występuje zarówno w szczęce, jak i w żuchwie. Zęby lemieszowe grupują się w linie prawie równoległe, zbiegające się ku tyłowi. Oczy małe, z okrągłymi źrenicami o złocistych tęczówkach. Brak fałdu podgardzielowego.
Ciało wysmukłe, cylindryczne, wydłużone i słabo umięśnione. Przez lupę można w skórze zobaczyć otwory podobne do linii bocznej ryb. Przez środek grzbietu u obu płci biegnie wzdłuż ciała niski fałd skórny. Otwór kloakalny ma kształty podłużnej szpary. Ogon, łagodnie zwężający się ku końcowi, zakończony wyraźnym szpicem, osiąga długość równą w przybliżeniu długości głowy i tułowia, może być nieco dłuższy lub krótszy. Samiec posiada rozpościerający się pośrodku grzbietu i ogona karbowany grzebień oraz szerokie błony pławne na tylnych łapach, dobrze rozwinięte zwłaszcza w okresie godowym. Przybiera on też wtedy swoistą szatę godową. Na bokach jego ogona, a nieraz i grzbietu, pojawiają się podłużne niebieskie pasy. Jego kloaka staje się opuchnięta.
Kończyny są drobne, cienkie z palcami bez błon pływnych i modzeli.
W okresie przebywania na lądzie ubarwienie niepozorne. Dymorfizm płciowy zaznacza się wyraźnie. Fałd skórny na grzbiecie ciała u samca jest lepiej rozwinięty, na krawędziach delikatnie ząbkowany. Samiec ma szczuplejszy tułów i ciemniejsze ubarwienie. Wyraźne różnice między płciami, słabo zaznaczone w czasie przebywania traszek na lądzie, wyraźnie się zwiększają w czasie pory godowej, gdy traszki przebywają w wodzie. Główny element szaty godowej samca stanowi ciągnący się nieprzerwanie od głowy do ogona grzebień, którego wysokość dochodzi do 10 mm. Brak w nim przerwy takiej jak u traszki grzebieniastej. Jego krawędź jest falisto ząbkowana. Na palcach tylnych nóg wyrastają mu płatki skórne, podobne do błon pływnych. Wargi kloakalne nabrzmiewają. Brzuszna powierzchnia ciała przyjmuje zabarwienie jasnożółte, a całe ciało, również grzebień godowy, pokrywa się plamami. Plamy te na brzuchu są zwykle czarne, na grzbiecie i grzebieniu występują plamy ciemne i srebrzystobłękitne. Również samice przyjmują szatę godową, ale nie jest ona tak wyrazista, jak u samców. U samicy skóra chropowata, u samca gładka. U samców grzbietową powierzchnię pokrywają ciemne palmy, ma ona kolor ciemnobrązowy, u samicy jest jednolicie jasnobrązowa. Mogą pojawić się barwy szarobrązowe, żółtobrązowe, oliwkowoszare, płowe, szarobrunatne, ciemnobrunatne. Brzuszna powierzchnia u obu płci ma jasnokremową barwę z biegnącym przez środek brzucha pasmem, które u samicy ma żółtoczerwony kolor, u samca zaś jest bardziej jaskrawe, czerwone, prócz niego widnieją ciemne kropki lub plamki. Głowę zdobią ciemne podłużne pasy. Jeden z nich, zawsze widoczny, rozpoczyna się za okiem. Osobniki młode przypominają bardziej samice. Traszkę zwyczajną generalnie odróżnia od grzebieniastej jaśniejsze ubarwienie.

## Występowanie
Gatunek posiada bardzo szeroki zasięg występowania. Na północy sięga on Skandynawii (południowe i środkowe Norwegia i Szwecja, południowa Finlandia). Na zachodzie − Wysp Brytyjskich (Irlandia, gdzie jest jedynym gatunkiem traszki, i Wielka Brytania, gdzie jest to najbardziej rozpowszechniona traszka). Południowa granica zasięgu przebiega w środkowej Francji i Szwajcarii. Płaz nie występuje na południu Szwajcarii i w części północnych Włoch, brakuje go też na przyległych terenach Austrii. Na południu sięga środkowej Italii, Grecji i północnego zachodu Turcji. Na Ukrainie traszki nie spotyka się na południowym wschodzie i wschodzie państwa, skąd granica zasięgu występowania przenosi się w obręb Federacji Rosyjskiej. Płaz zamieszkuje wschód, północ, północny zachód i centrum kraju (a także obwód królewiecki). Granica jego zasięgu występowania przebiega na tamtych terenach od Skandynawii do Karelii, obwodu archangielskiego, Republiki Komi, Kraju Permskiego, obwodu tiumeńskiego, obwodu tomskiego, obwodu kemerowskiego, Kraju Krasnojarskiego, na południu od Uralu przez obwód czelabiński, obwód kurgański, obwód nowosybirski, Kraj Ałtajski, w końcu znów obwód kemerowski i Kraj Krasnojarski. Płaz swym zasięgiem zahacza też Kazachstan. Izolowane populacje zamieszkują południe i wschód Gruzji razem z pobliskimi terenami na południu Federacji Rosyjskiej.
Lista państw, w których traszka zwyczajna występuje w środowisku naturalnym, obejmuje następujące kraje:
Albania, 
Armenia, 
Austria, 
Azerbejdżan, 
Belgia, 
Białoruś, 
Bośnia i Hercegowina, 
Bułgaria, 
Chorwacja, 
Czarnogóra, 
Czechy, 
Dania, 
Estonia, 
Federacja Rosyjska, 
Finlandia, 
Francja, 
Gruzja, 
Grecja, 
Holandia, 
Irlandia, 
Kazachstan, 
Litwa,
Luksemburg, 
Łotwa, 
Macedonia Północna, 
Mołdawia, 
Niemcy, 
Norwegia, 
Polska, 
Rumunia, 
Serbia, 
Słowacja, 
Słowenia, 
Szwajcaria, 
Szwecja, 
Turcja, 
Ukraina, 
Węgry, 
Wielka Brytania, 
Włochy.
Obecność zwierzęcia w Liechtensteinie jest wątpliwa.
Płaz preferuje niziny (co nie przeszkadza mu na polskich wyżynach przerastać liczebnie traszki grzebieniastej) − w górach dociera do wysokości 1500 metrów nad poziomem morza, w Tatrach dochodzi do 1087 m (Toporowy Staw Niżni), w Karkonoszach do 1250 m n.p.m. − i siedliska leśne. Zasiedla lasy liściaste, iglaste i mieszane, także suche. Posiadając duże zdolności adaptacyjne zapuszcza się również na łąki, parki, tereny wilgotne, porośnięte buszem, a nawet rolnicze i zurbanizowane. Traszkę zwyczajną często spotyka się w środowiskach zmodyfikowanych działalnością człowieka. Jej zdolność do przystosowywania się do takich siedlisk określa się jako umiarkowaną. Gatunek zasiedla także stepy, rozprzestrzeniając się w ich obrębie dzięki zalesionym dolinom rzecznym. Osobników nie spotyka się tam jednak często, podobnie jak w północnej i południowej części ich zasięgu występowania. W przybrzeżnych lasach strefy umiarkowanej są za to najpopularniejszymi płazami. W europejskiej części byłego ZSRR ustępują jedynie żabom (Rana). Preferują zbiorniki wodne małe, płytkie i niezarybione, koniecznie z roślinami wodnymi, choć traszki zwyczajne wiosną i wczesnym latem spotyka się nawet w kałużach wiejskich dróg. Znajdywano je również w zbiornikach na deszczówkę. Gatunek wydaje się zwracać mniejszą niż inne płazy uwagę na otoczenie zbiornika, w którym bytuje.

## Podgatunki
Wyróżnia się 4 europejskie podgatunki.
Lissotriton vulgaris vulgarisPodgatunek nominatywny. Ma najszerszy zasięg występowania. Zamieszkuje Wyspy Brytyjskie i Europę kontynentalną sięgając do Syberii.
Lissotriton vulgaris ampelensisZ Rumunii.
Lissotriton vulgaris meridionalisŻyje w położonych na południe od Alp rejonach Włoch (tylko w północnej części tego kraju), Szwajcarii, Słowenii i Hercegowinie.
Lissotriton vulgaris pannonicusZ zachodniej Turcji.

## Tryb życia
Jest gatunkiem ziemno-wodnym. Do wody wchodzi wiosną lub jesienią (zależnie od podgatunku i regionu), by spędzić tam okres godowy. W Polsce odbywa się to na przełomie marca i kwietnia. Wykazuje wówczas aktywność przez całą dobę, szczególnie zaś podczas ciepłych, słonecznych dni. Aktywność dorosłych zwierząt przypada jednak głównie na noc (tyczy się to również lądowej fazy życia). Traszka zwyczajna doskonale pływa za pomocą ogona wyposażonego w płetwę. Odżywia się w tym czasie drobnymi zwierzętami wodnymi: larwami owadów, chruścikami, niewielkimi skorupiakami. Zjada również kijanki innych płazów i ich jaja.
Po zakończeniu godów wychodzi na ląd. Jej środowiskiem życia stają się wówczas łąki, zarośla nadrzeczne, lasy mieszane i liściaste, pola uprawne, parki itp. Podczas przebywania na lądzie żeruje w nocy, w dzień ukrywa się pod kamieniami, kłodami drzew, w jamach ziemnych i innych kryjówkach. Spotykano ją też w jaskiniach i szczelinach skalnych. Odnotowano wspólne ze świerszczami egzystowanie w ich jamkach na zboczach doliny Nidy. W dzień wychodzi na żerowanie jedynie podczas deszczu. Odżywia się dżdżownicowatymi, ślimakami bezskorupowymi, pająkami, owadami (chrząszcze, motyle muchówki), roztoczami. Na lądzie porusza się wolno, nie jest w stanie uciec drapieżnikom. Jedyną jej obroną są skórne gruczoły jadowe, wytwarzające wydzielinę o silnym, nieprzyjemnym zapachu stęchlizny i piekącym smaku. Na zimę zapada w sen zimowy. Przeważnie zimuje na lądzie, w pobliżu zbiorników wodnych, wciskając się do różnych nor i jam ziemnych, piwnic, do mchu i ściółki leśnej, zgniłych drzew. Zwykle zimuje gromadnie (nawet kilkaset zwierząt razem), czasami wspólnie z innymi gatunkami płazów. Te traszki, którym nie uda się znaleźć odpowiedniego miejsca do zimowania, giną w zimie wskutek zamarznięcia. Okres hibernacji jest dłuższy na północy i północnym wschodzie zasięgu występowania gatunku, w jego południowej części może on wcale nie wystąpić. W Europie Środkowej trwa zwykle od października do marca.

## Rozmnażanie

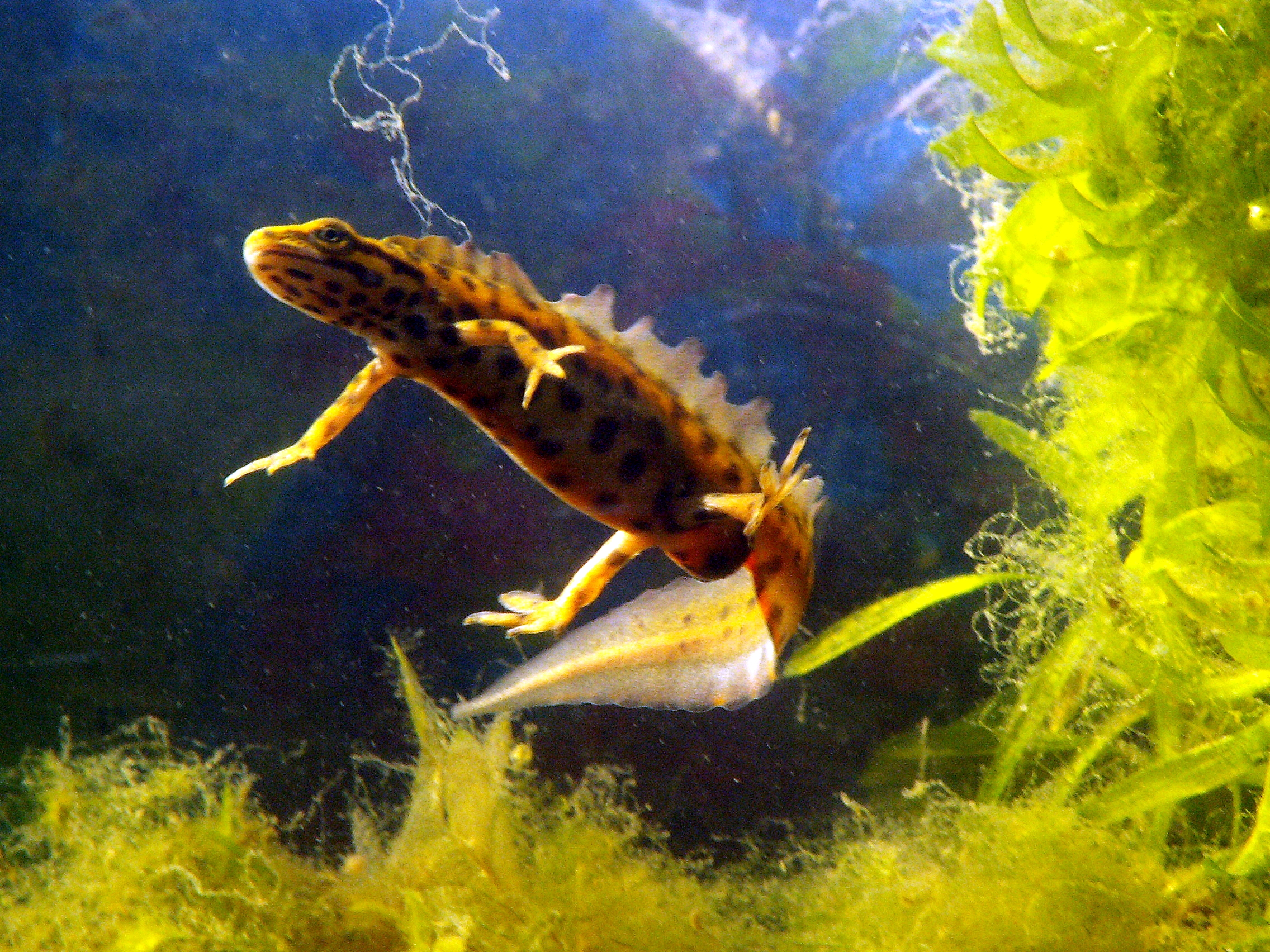
Samiec w szacie godowej. Holandia

Reprodukcja odbywa się niedługo po wybudzeniu. Traszka zwyczajna odbywa aktywne gody nawet w wodzie o bardzo niskiej temperaturze, często nie przekraczającej 4 °C, co wyróżnia ją spośród polskich płazów. Obserwowano gody już w połowie lutego, zwykle jednak ma to miejsce w miesiącach marzec–maj. Czasami, przy niekorzystnych warunkach, okres rozrodczy przedłuża się do czerwca. W czasie wiosennego poszukiwania miejsca na gody i złożenie jaj zwierzę odbywa wędrówki nie tylko nocą, ale również w dzień. Rozród ma miejsce w płytkich strumieniach o wolnym nurcie, a także w rowach melioracyjnych. Zdarza się też w bajorach i rowach.
Zapłodnienie poprzedzone jest tokami, podczas których samiec wykonuje w obecności samicy ciąg charakterystycznych dla gatunku, a nawet dla podgatunku zachowań, zmierzających do podjęcia spermatoforu przez samicę. Wprawia on swój ogon w wibracje, raz po raz uderzając się nim po bokach ciała. Występuje zapłodnienie wewnętrzne (w ciele samicy).

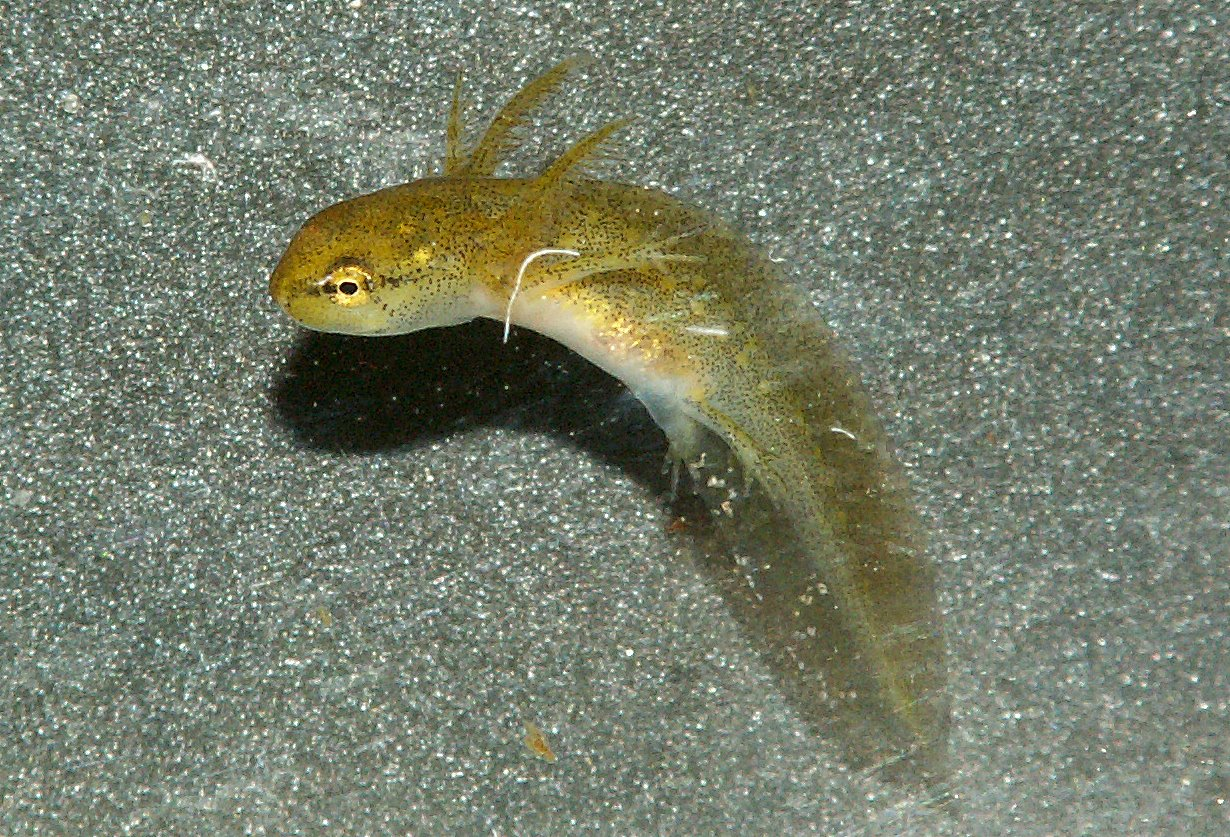
Kijanka

Samica składa jaja pojedynczo lub w małych grupkach, zawijając je w liście roślin wodnych. W niekorzystnych warunkach samica może przetrzymywać przez jakiś czas jaja w jajowodzie. Liczba jaj składanych przez 1 samicę waha się od 60, 100 lub 200 do 100–300 sztuk. Jednego dnia składa od 3 do 7 jaj. Zanotowano przypadki kanibalizmu, głównie w formie oofagii. Występuje ona głównie u samic, ponieważ spędzają one więcej czasu w miejscach składania jaj. Po 7–14 (wedle innych źródeł nawet 20) dniach wylęgają się z nich larwy, które przebywają w wodzie, poruszając się za pomocą ogona (larwa limnofilna). Oddychają skrzelami. Tuż po wykluciu korzystają z endogennego zapasu składników odżywczych w żółtku. Później odżywiają się drobnymi organizmami wodnymi, zaczynając od mikroskopijnych skorupiaków, jak Chydoridae, Daphniidae, widłonogi i małżoraczki. Później dołączają do nich małże, ślimaki i owady, zwłaszcza larwy jętek i ochotkowatych oraz zarówno larwy, jak i imagines chrząszczy. W ich diecie dominują organizmy żyjące wśród wodnej roślinności, znacznie rzadziej sięgają po plankton i bentos. Kijanki są bardzo żarłoczne i drapieżne. Same zaś padają ofiarami wodnych owadów. Cechują je długie skrzela i symetryczna, łukowato wygięta płetwa ogonowa. Gdy osiągną długość ciała ok. 4 cm, przeobrażają się w dorosłą postać. Najczęściej następuje to kilka miesięcy po złożeniu jaj, w Europie Środkowej w miesiącach czerwiec–lipiec, w niekorzystnych warunkach okres ten przedłuża się nawet do późnej jesieni lub nawet do następnego roku (larwy zimują w zbiorniku wodnym). Zanotowano przypadki neotenii (rozmnażania się larw). Podczas przeobrażenia szczyt aktywności przypada na czas półmroku. Na czas metamorfozy przypada krótki okres w ich życiu, kiedy nie pobierają pokarmu. Po przeobrażeniu młode traszki wychodzą na ląd, przez jakiś czas przebywając w pobliżu zbiorników wodnych. Tutaj zagrażają im głównie kręgowce. Spotykano osobniki dorosłe w wieku od 3 do 14 lat.
Krzyżowanie się z traszką karpacką zdarza się bardzo często w części wspólnej zasięgów występowania. Odnotowano także kilka krzyżówek z traszką helwecką.

## Status
Na większości swego zasięgu występowania płaz występuje pospolicie, a nawet bardzo licznie. Jego populacja jest stabilna. Największe zagęszczenie osobników spotyka się w czasie rozrodu.
Według danych IUCN nie istnieją poważne zagrożenia dla gatunku. Organizacja ta wymienia jedynie problemy lokalne, wśród nich zaś osuszanie, zanieczyszczenie i eutrofizację wód w miejscach rozrodu, wycinkę drzew wokół zamieszkanych przez traszki zbiorników, drapieżnictwo ze strony ryb, handel jako zwierzęciem domowym w krajach byłego ZSRR oraz budownictwo w okolicy tureckiego wybrzeża Morza Czarnego. Niekorzystnie wpływa też nań rozwój miast. W takich siedliskach populacje traszek są mniejsze, częściej zdarzają się choroby i wady rozwojowe. W efekcie gatunek posiada status narażonego w Azerbejdżanie, jego status w Gruzji natomiast nie został ustalony. Brakuje także danych o statusie podgatunków o ograniczonym zasięgu występowania, w tym obejmujących osobniki neoteniczne. Z drugiej strony niektóre działania człowieka, jak tworzenie ścieżek w lesie czy nawadnianie, są dla traszek korzystne. Z uwagi na wylesianie zasięg jej występowania powiększa się.
Gatunek obejmuje aneks III do konwencji berneńskiej. Figuruje też w wielu czerwonych księgach. Nie obejmuje go za to CITES. Podlega ochronie prawnej m.in. w Polsce (od 2014 częściowej, a wcześniej ścisłej) i Wielkiej Brytanii. Wyższe ryzyko wyginięcia może dotyczyć niektórych podgatunków, ale kwestia ta wymaga dalszych badań. Dla przykładu podgatunek L. vulgaris lantzi figuruje w czerwonych księgach Rosji i Azerbejdżanu. Czynnikiem ograniczającym jego obecność na Kaukazie jest zalesienie.